# Блеклендінґ Крік
Блеклендінґ Крік (англ. Backlanding Creek) — річка в окрузі Ориндж-Волк (Беліз). Довжина до 6 км. Свої води несе до Ріо-Нуево (Rio Nuevo).
Протікає незаселеною територією округу Ориндж-Волк, і впадає до широкої й болотистої річкової пойми. Річище неглибоке з невисокими берегами, в'ється поміж кількох тропічних озер-боліт, при впадінні до Ріо-Нуево (Rio Nuevo) утворює просте гирло.